# Клехівка
Кле́хівка — село в Україні, у Фастівському районі Київської області. Входить до складу Фастівської міської громади. Населення становить 313 осіб..
Знаходиться біля траси Фастів-Митниця.

## Історія
У 1930-х роках у селі був колгосп «Ударник». Під час радянсько-німецької війни у селі в 1941-1943 рр. діяв дуже сильний низовий осередок ОУН. У селі проживав керівник Фастівської ОУН Кравченко В. С. («Довгий»), який у 1943 році був командиром місцевого загону УПА, місцем дислокації якого було урочище «Вовчий Яр» поблизу села. Його місце голови проводу Фастівської ОУН у 1943 році обійняв місцевий мешканець Охрим Кабанець («Євген»), який з відділами УПА відійшов у Західну Україну.
До 2020 року належало до Фастівецької сільради.

## Населення

### Мова
Розподіл населення за рідною мовою за даними перепису 2001 року:
| Мова       | Відсоток |
| ---------- | -------- |
| українська | 96,49%   |
| російська  | 2,88%    |
| інші       | 0,13%    |

## Релігія
18 листопада 2000 року у селі освячено Патріархом УПЦ Київського Патріархату Святійшим Філаретом новозбудовану церкву Св. Архистратига Михаїла. Це будівництво настоятель церкви о. Михайло Данилів і громада села розпочали з закладення наріжного каменю 16 травня 1999 року, а 21 листопада того року у храмі вже було відслужено першу літургію.